# La Talaudière
La Talaudière är en kommun i departementet Loire i regionen Auvergne-Rhône-Alpes i centrala Frankrike. Kommunen ligger i kantonen Saint-Héand som tillhör arrondissementet Saint-Étienne. År 2022 hade La Talaudière 7 103 invånare.

## Befolkningsutveckling
Antalet invånare i kommunen La Talaudière
| Referens: INSEE |